# メニッポス

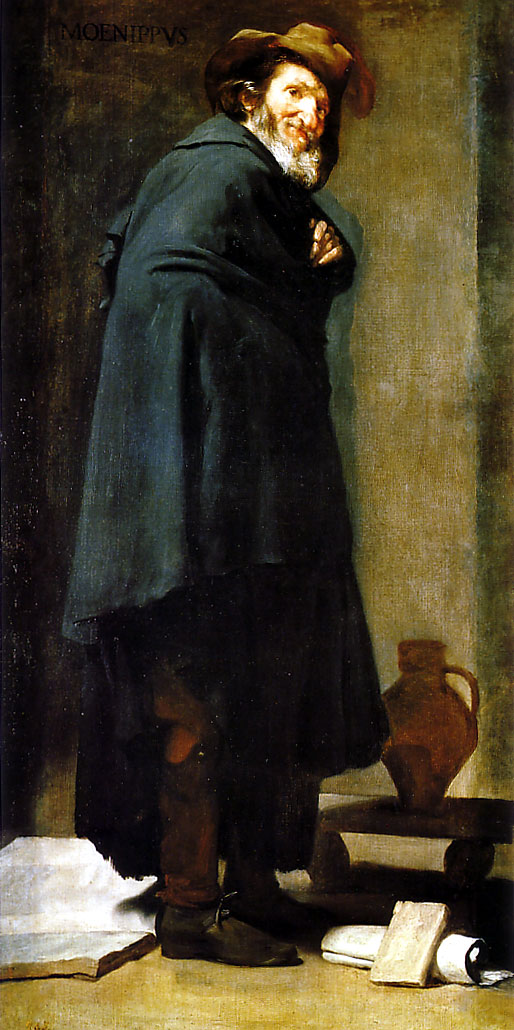
ディエゴ・ベラスケスの描いた『メニッポス』 プラド美術館

ガダラのメニッポス（古代ギリシア語: Μένιππος ὁ Γαδαρεύς、Menippos ho Gadareus、最盛期：紀元前3世紀）は、キュニコス派の風刺作家。彼の作品はすべて散逸し残っていないが、ウァロとルキアノスに重要な影響を与えた。「メニッポス的風刺（Menippean satire）」というジャンルは、彼の名にちなんで名付けられた。

## 生涯
メニッポスの生涯については、ほとんど何も分かっていない。彼はコイレ・シリアのガダラ出身であった。ガダラは、現ヨルダンのウム・クァイス（Umm Qais）に位置するが、古代のガダラ自体は遺跡が残るのみである。古代の資料は一致して、彼は奴隷であったとしている。メニッポスはポントスの市民に仕えていたが、何らかの方法で自由を獲得し、テーバイに居住した。ディオゲネス・ラエルティオスは、はなはだ疑わしい物語に彼を関連付け、話では、彼は金貸しで財をなしたが、財産を失い、その悲しみの故に自殺したとする。ルキアノスはメニッポスを、キュニコス派において著名な人物であるアンティステネス、ディオゲネス、またテーバイのクラテスなどと並び称している。

## 作品
メニッポスは散文と韻文を混ぜて書いたが、その作品はすべて失われている。彼は深刻な主題を冷やかしや嘲笑のスタンスで論じ、とりわけエピクロス主義とストア派を攻撃して楽しんだ。ストラボンとビュザンティオンのステパノス（Stephanus of Byzantium）はメニッポスのことを「真摯な道化師」（σπουδογέλοιος, spoudogeloios, スプードゲロイオス）と呼んだ。
メニッポスの著作は後世に多大な影響を与えた。例えば、ルキアノスは自らメニッポスの模倣者と認め、しばしばメニッポスに言及し、メニッポスがハーデースを訪れるという対話篇『メニッポス』（副題「死者の神託」）もルキアノスの作と言われている。また、マルクス・テレンティウス・ウァロもメニッポスを模倣して『メニッポス風風刺詩（Saturarum Menippearum）』を書き、その断片は現存している。
ディオゲネス・ラエルティオスはメニッポスの著作として以下の書名を挙げている。
- Νέκυια（交霊術）
- Διαθῆκαι（遺言）
- Ἐπιστολαὶ κεκομψευμέναι ἀπὸ τῶν θεῶν προσώπου（神々が書いたかの如く偽装した書簡集）
- Πρὸς τοὺς φυσικοὺς καὶ μαθηματικοὺς καὶ γραμματικοὺς（自然哲学者、数学者、及び文法家たちに対し）
- Γονὰς Ἐπικούρου（エピクロスの誕生）
- Τὰς θρησκευομένας ὑπ' αὐτῶν εἰκάδας（第20日の学派の崇敬［エピクロス派が祝った］）

加えて、アテナイオスは『シュンポシオン（酒宴）』、『アルケシラオス』と呼ばれる作品に言及し、ディオゲネス・ラエルティオスは『ディオゲネスの売却』（Διογένους Πράσει）というメニッポスの作品に言及している。後者は、シノペのディオゲネスが海賊に捕らわれて奴隷に売られるという話の主たる出典のようである。